# Aktivní imaginace
Aktivní imaginace je metoda využívaná při snaze o pochopení nevědomých obsahů mysli.

## Původ a význam
Na rozdíl od psychoanalytické práce s pasivním snovým materiálem zavedl C. G. Jung metodu aktivní imaginace, kterou považoval za postup umožňující "vynést na světlo" nevědomé obsahy v podobě symbolů. Zatímco přijímaný snění podléhá symbolickému výkladu, aktivní imaginace podněcuje vnímání a rozvíjení nevědomého materiálu v bdělém stavu. Vedle fantazijní činnosti, kdy se na představách a procesech podílí vědomé ego, je imaginace způsob, jak vést dialog mezi vědomou a nevědomou složkou osobnosti.

### Možnosti ztvárnění nevědomých psychických obsahů
V symbolické podobě je možné vyjádřit a ztvárnit nevědomé psychické obsahy a děje, a to hned několika výrazovými prostředky:
- vnitřními obrazy
- vnitřními slovy
- pohybem (tancem)

## Využití aktivní imaginace

### Terapie
V současné době imaginativní metody využívají především lidskou schopnost vytvářet vizuální představy. Terapeutický efekt aktivní imaginace, kterou využívají psychodynamicky orientovaní psychologové, je postaven právě na schopnosti člověka tyto představy vytvářet.

#### Řízená imaginace
Jedním z psychoterapeutických imaginativních postupů je metoda katatymního prožívání obrazů, kterou její autor Henscarl Leuner označuje jako řízenou afektivní imaginaci nebo symbolické drama. Pacient při ní vytváří vizuální představy na určité téma, kterými jsou např. motiv louky, potoka, hory, domu, lesa, zvířat a další. Leuner vychází z předpokladu, že člověk do dané vizuální představy bezděčně vloží skrytý symbolický význam. Výsledkem je tzv. denní sen, který v symbolické podobě znázorňuje nevědomé popudy či konflikty daného člověka. Během katatymního prožívání obrazů klient své představy slovně popisuje a v případě obtížné situace mu terapeut nabízí řešení. Metoda se podle Leunera blíží projektivním metodám (Rorschahc, TAT), ve kterých je společný zadaný materiál na základě niterných struktur a citově podmíněných motivů také individuálně ztvárněn. Základním rysem aktivní imaginace je kontinuální práce s nevědomým materiálem, to znamená, že osoby a předměty vystupující v představách nezanikají po skončení fantazijní činnosti, ale psychika se k nim může kdykoliv vrátit, vstoupit do nich, pokračovat s nimi v imaginárním rozhovoru, nechat se od nich vést či pracovat na všech případných asociacích v dlouhodobějším horizontu.
V dnešní době existuje několik způsobů, jak imaginaci využít terapeuticky:
- po skončení ji převyprávět
- namalovat obrázek konkrétní situace z imaginace (arteterapie)
- přehrát vybraný výjev jako divadlo

#### Účinky aktivní imaginace
Kromě způsobu, jak odhalovat příčiny různých psychických i tělesných problémů, podporuje rozvoj kreativity a fantazie. V této oblasti zvyšuje schopnost rozlišovat mezi fantazií a realitou. Má také velmi pozitivní dopad na sebeuvědomění člověka. Lidé se pomocí aktivní imaginace snaží dosáhnout hlubšího sebepoznání a pracovat na svém osobním růstu.

### Relaxace
Tato metoda bývá využívána i mimo psychoterapii a to ve formě relaxace. V tomto případě si člověk vytváří své vlastní imaginace, které mohou sloužit např. k vyrovnávání se s úzkostmi, nepříjemnými myšlenkami či nespavostí. Dobře však slouží i jako nástroj uvolnění a pro navození příjemných myšlenek. Mimo to může schopnost vizualizovat děj pomocí obrazů vlastní představivosti pomáhat lidem překonávat překážky jejich života, např. kniha Mega Memory učí, jak pomocí vizuální imaginace zlepšovat paměťové schopnosti.

### Sport
Technika bývá mimo jiné využívána také v oblasti sportu. Své uplatnění nalezla jak v dlouhodobém horizontu se záměrem zvýšit sportovcovo sebevědomí nebo zlepšit jeho motorické schopnosti a dovednosti. Podle Nichollse (2017) jde o proces, při němž sportovec užívá představivost, prostřednictvím které vidí sám sebe při dané sportovní činnosti. Tímto způsobem je možné nacvičit si reakce na všemožné situace, které následně mohou při závodu nebo zápasu nastat.
Ve sportovní oblasti lze aktivní imaginaci využívat k:
- představám o úspěchu
- motivaci (vidina cíle)
- zlepšení dovedností (pomocí zakotvení pohybových vzorců)
- seznámení se s prostředím
- změně zaměření (v případě ztráty koncentrace)
- práci se strachem z neúspěchu